# 尾道バイパス
尾道バイパス（おのみちバイパス）は、広島県尾道市高須町から同市福地町へ至る延長 9.0 キロメートル（km）の道路であり、尾道市道と国道2号バイパスで構成される区間である。地域高規格道路福山本郷道路の一部を構成する。

## 概要
元々は、尾道市街における慢性的な渋滞緩和を目的に国道2号の二次改築事業によるバイパス道路として建設省中国地方建設局（現在の国土交通省中国地方整備局）が整備を行ったものであるが、周辺道路の整備により東西軸としての広域幹線道路から外れた部分と側道を尾道市へ移管したことにより、市道と一般国道で構成されるようになった。
延長9 kmのうち、取付道路（起点・終点付近）を除く 7.6 km が専用部として自動車専用道路となっており、専用部の全線が国道2号に指定されているほか、地域高規格道路として福山本郷道路の一部に、都市計画道路として備後都市圏都市計画道路1・3・001号福山尾道三原線（福山市今津町 - 三原市糸崎町）の一部に指定されている。
また、一般部（平面道路）である取付道路は、尾道市道に指定されている区域（起点付近）と国道2号に指定されている区域（終点付近）とがあり、起点付近の尾道市道バイパス側道高須線は、都市計画道路として備後都市圏都市計画道路3・5・409号大新線（尾道市高須町字有江池尻 - 字大新、総延長 870 m 、幅員 14 m ）に指定されている。

### 路線データ
- 起点 : 広島県尾道市高須町 （国道2号現道・尾道バイパス東口交差点）
- 終点 : 広島県尾道市福地町 （国道2号現道・三原市境）
- 延長 : 9.0 km [1]（うち専用部 7.6 km[1]）
- 車線数
  - 一般部 : 完成2車線
  - 専用部 : 完成4車線
- 総事業費 : 約94億円[1]（うち用地補償費約32億円[1]）
- 最高速度
  - 一般部 : 50 km/h
  - 専用部 : 60 km

## 歴史
尾道市の国道2号は、1953年（昭和28年）に一次改築を終えていたが、一日あたりの交通量は1962年（昭和37年）で11,900台、1965年（昭和40年）で22,000台と年々増加し、渋滞が問題となっていった。そのため、尾道市街の北側を迂回する形で1965年度（昭和40年度）から二次改築事業としてバイパス道路の整備に着手。
1969年（昭和44年）に建設省中国地方建設局管内初の自動車専用道路として部分開通。事業計画を一期と二期に分け、一期計画では国道184号との交差部において同国道を跨ぐ本線は施工せず、側道のみの供用とし、二期計画で本線を施工した。
自動車専用道路として整備した背景には、1960年代（昭和30年代半ば）から構想されていた「第二山陽道構想」（山陽自動車道計画の前身）があり、この構想では二次改築事業で整備したバイパス道路同士をつないで高規格道路を形成するというものだった。また、尾道市の日本国有鉄道山陽本線（現在のJR山陽本線）を尾道バイパス付近に迂回させ、尾道市街の交通問題の改善を図ろうとする構想もあった。

### 年表
- 1965年（昭和40年）
  - この年度 : 事業着手（高須町側から用地取得開始）[1]。
- 1966年（昭和41年）
  - この年度 : 工事着手[1]。
- 1969年（昭和44年）
  - 7月9日 : 高須町（国道2号現道） - 栗原町（国道184号）を暫定2車線で供用開始[8]。
- 1972年（昭和47年）
  - 4月27日 : 栗原町（国道184号） - 福地町（国道2号現道）を暫定2車線で供用開始。これにより全線開通[5]。
- 1981年（昭和56年）
  - 3月16日 : 4車線化と遮音壁整備が完了。これにより事業完了[1]。
- 2005年（平成17年）
  - 4月14日夜 : 自動車専用道路でのオートバイの二人乗りが解禁されて全国初となる死亡事故が久保町付近で発生[9][注釈 1]。
- 2015年（平成27年）
  - 3月30日22時 : 福地町地内の下り線にあった尾道西パーキングエリアを廃止[資料 1]。
- 2020年（令和2年）
  - 1月15日22時 : 福地町地内の上り線にあった簡易パーキング（駐車場及びトイレ）を廃止[10][資料 2]。

## 路線状況
一般部のうち、国道2号現道の尾道バイパス東口交差点（高須町）から高須ICにかけての区間は、かつて国道2号に指定されていたが、西瀬戸尾道ICの立体化により高須ICの広島方面行きオンランプの入口の位置が変更となり、尾道市道防地間谷線を介すこととなったため、尾道市道バイパス側道高須線として尾道市に移管されている。また、栗原IC側道も上り線が尾道市道尾道バイパス側道10号線、下り線が尾道市道尾道バイパス側道11号線として尾道市に移管されている。
専用部は国道2号松永道路（尾道福山自動車道）および国道2号木原道路と直結しており、福山市から三原市へ至る自動車専用道路が形成される。

### 道路施設
- 防士隧道（上り線）、防地トンネル（下り線）
  - 旧山陽道（近世山陽道、西国街道）の防地峠を貫く。この峠は、かつて備後福山藩と芸州広島藩の藩境で防地番所が置かれていた。この関係で廃藩置県では福山県と広島県の県境となり、福山県は深津県から小田県を経て岡山県に再編され、1876年（明治9年）の県境変更まで岡山県と広島県の県境になっていた。

### 交通量
2005年度（平成17年度道路交通センサスより）
平日24時間交通量（台）
- 尾道市高須町防士 : 51,780
- 尾道市吉和町 : 34,988

## 地理

### 通過する自治体
- 広島県
  - 尾道市

### インターチェンジなど
- 施設名欄の背景色が■である部分は施設が供用されていない、または完成していないことを示す。

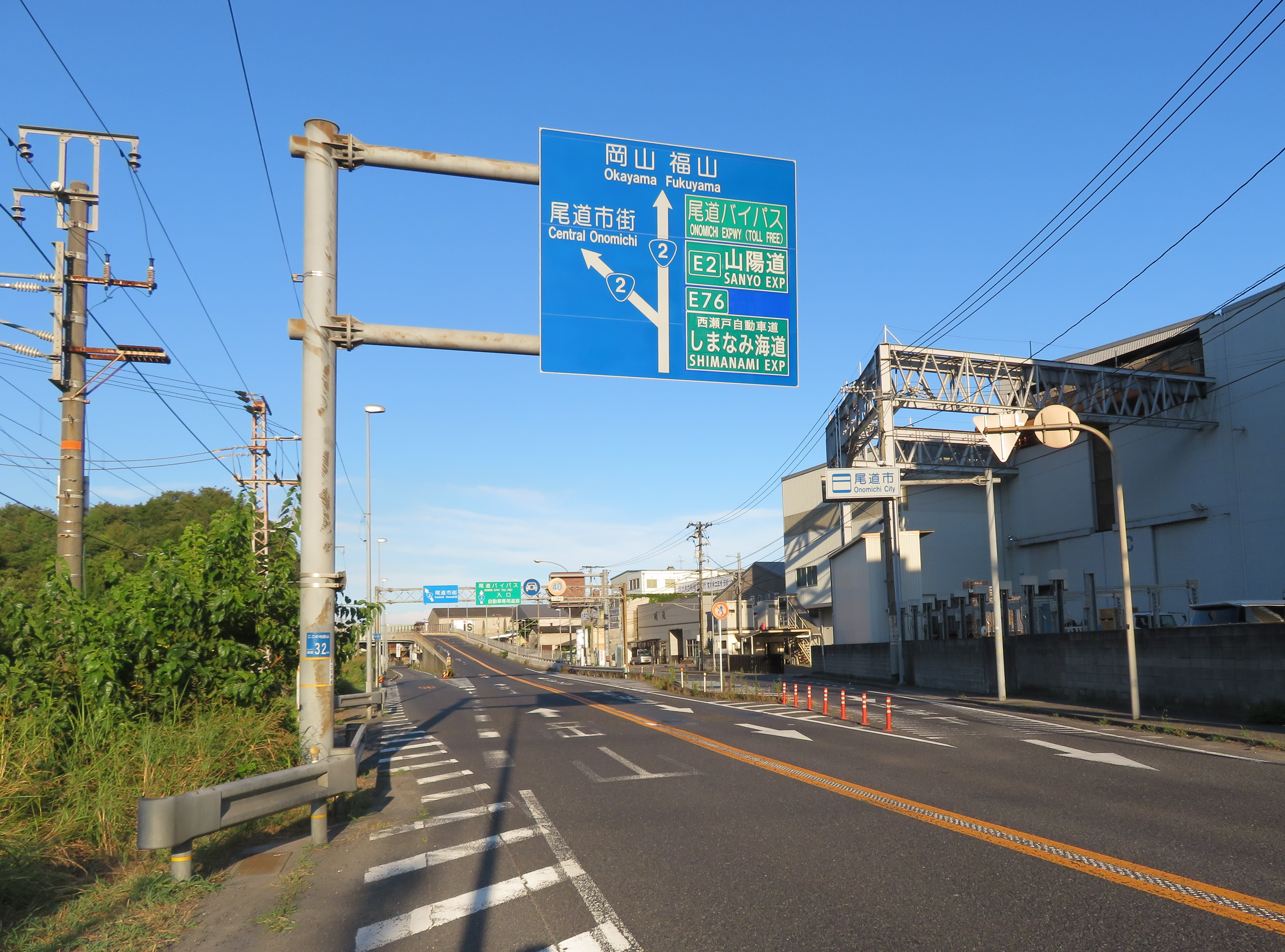
広島県三原市木原町（バイパス終点付近）

- 路線名の特記がないものは市道。

| 施設名                                  | 接続路線名                          | 大阪から (km) | 備考                                            |
| --------------------------------------- | ----------------------------------- | ------------- | ----------------------------------------------- |
| 国道2号松永道路（E76 尾道福山自動車道） |                                     |               |                                                 |
| 高須IC                                  | E76 瀬戸内しまなみ海道 西瀬戸尾道IC | 246.5         | 国道2号現道（尾道バイパス東口交差点）と間接接続 |
| 栗原IC                                  | 広島県道363号栗原長江線 国道184号   | 249.2 249.8   | 福山方面出入口 広島方面出入口                   |
| 平原IC                                  |                                     | 251.2         |                                                 |
| 吉和IC                                  |                                     | 252.6         |                                                 |
| ミニPA（上り線のみ）                    |                                     | 253.2         | 国道2号木原道路建設工事に伴い閉鎖               |
| 尾道西PA（下り線のみ）                  |                                     | 253.7         | 国道2号木原道路建設工事に伴い閉鎖               |
| 福地IC                                  | 国道2号現道 広島方面                | 253.9         |                                                 |
| 国道2号木原道路                         |                                     |               |                                                 |